# Joint Command Lisbon

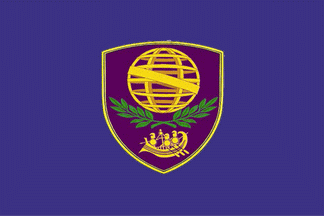

Joint Command Lisbon of JC Lisbon was van 2004 tot 2012 een van de drie belangrijkste onderdelen van de NAVO's Allied Command Operations. Het was gevestigd in Oeiras, bij Lissabon, Portugal. Het commando werd geleid door een Amerikaanse Vice-Admiraal die vanaf 2004 ook het commando had over de Amerikaanse Zesde Vloot en Commander, Striking Force NATO (STRIKFORNATO, het voormalige STRIKFORSOUTH). Commander was Vice-Admiraal Bruce W. Clingan, die in Lissabon resideerde en het commando had over meerdere eenheden in Lissabon en Napels. Clingan werd in 2008/2009 vervangen door een Franse Generaal
Allied Joint Command Lisbon was verantwoordelijk voor:
- De voorbereiding van de staf om het commando te voeren over de NATO Response Force
- Het opzetten van een land- of zee-gebaseerde Combined Joint Task Force HQ.
- Bijdragen aan stabiliteit door samenwerking en dialoog onder Partnership for Peace (PfP) en Mediterranean Dialogue (MD).
- De ontwikkeling van het Deployable Joint Staff Element (DJSE) concept.

Joint Command Lisbon bestaat sinds 2012 niet meer.